# Liste der Baudenkmäler in Rieden (Oberpfalz)
Auf dieser Seite sind die Baudenkmäler in dem Oberpfälzer Markt Rieden zusammengestellt. Diese Tabelle ist eine Teilliste der Liste der Baudenkmäler in Bayern. Grundlage ist die Bayerische Denkmalliste, die auf Basis des Bayerischen Denkmalschutzgesetzes vom 1. Oktober 1973 erstmals erstellt wurde und seither durch das Bayerische Landesamt für Denkmalpflege geführt wird. Die folgenden Angaben ersetzen nicht die rechtsverbindliche Auskunft der Denkmalschutzbehörde.
 Die Liste gibt den Fortschreibungsstand vom 28. September 2018 wieder und umfasst achtzehn Baudenkmäler.

## Baudenkmäler nach Ortsteilen

### Rieden
| Lage                                  | Objekt                                    | Beschreibung | Akten-Nr.     | Bild           |
| ------------------------------------- | ----------------------------------------- | --- | ------------- | -------------- |
| In Rieden; Kreuther Straße (Standort) | Wegkapelle                                | Verputzter Massivbau mit Satteldach; mit Ausstattung. | D-3-71-146-3  | weitere Bilder |
| Marktplatz 15 (Standort)              | Katholische Pfarrkirche Mariä Himmelfahrt | Saalkirche, verputzter Massivbau mit Walmdach und eingezogenem, dreiseitig geschlossenem Chor, 1717 unter Verwendung des um 1600 erbauten Turms mit Treppengiebeln errichtet, 1880–91 erweitert, am Chor Kriegerdenkmal für die Gefallenen beider Weltkriege, unter Einbezug eines älteren Kruzifixes; mit Ausstattung. | D-3-71-146-4  | weitere Bilder |
| Reitergasse 7, 8 (Standort)           | Wohnhaus                                  | Zweigeschossiger, verputzter Massivbau mit Walmdach, 18. Jahrhundert. | D-3-71-146-5  | Wohnhaus       |
| Schloßberg 2; 4 (Standort)            | Burgruine                                 | Erhaltene Bestandteile der Burg Rieden, hoch- und spätmittelalterlich, jetzt teilweise in den rückwärtigen Bereich von Bauernhäusern einbezogen; auf einem Bergvorsprung westlich über dem Ort. | D-3-71-146-1  | weitere Bilder |
| Schloßberg; in Rieden (Standort)      | Wegkapelle                                | Verputzter Massivbau mit Satteldach und von Pilastern flankiertem Portal, 1823, giebelseitig mit Kruzifix; mit Ausstattung; Kreuzweg, vierzehn Steinpfeiler mit Laternen und gefassten Reliefs, 1890. | D-3-71-146-10 | weitere Bilder |
| St.-Georgs-Platz 9 (Standort)         | Katholische Filialkirche St. Georg        | Saalbau, verputzter Massivbau mit Satteldach, Langhaus im Kern romanisch, Chor mit Fünfachtelschluss und Spitzbogenfenstern sowie Chorflankenturm mit zwei Treppengiebeln nach 1471 erneuert; mit Ausstattung. | D-3-71-146-7  | weitere Bilder |
| Vilshofener Straße 3 (Standort)       | Pfarrhof                                  | Zweigeschossiger Massivbau mit Halbwalmdach und Putzbänderung, erste Hälfte 19. Jahrhundert. | D-3-71-146-9  | Pfarrhof       |
| Etwa 100 Meter südlich des Ortes ()   | Steinkreuz                                | Spätmittelalterlich. Nicht nachqualifiziert, im Bayerischen Denkmal-Atlas nicht kartiert. | D-3-71-146-23 |                |

### Gattershof
| Lage                        | Objekt        | Beschreibung                                                       | Akten-Nr.     | Bild           |
| --------------------------- | ------------- | ------------------------------------------------------------------ | ------------- | -------------- |
| Am Vilshofer Weg (Standort) | Marienkapelle | Verputzter Massivbau mit Satteldach, erste Hälfte 19. Jahrhundert. | D-3-71-146-13 | weitere Bilder |

### Hammerberg
| Lage                     | Objekt  | Beschreibung | Akten-Nr.     | Bild |
| ------------------------ | ------- | --- | ------------- | ---- |
| In Hammerberg (Standort) | Kapelle | Verputzter Massivbau mit Satteldach und Dreiseitschluss, neugotisch, zweite Hälfte 19. Jahrhundert; mit Ausstattung. | D-3-71-146-14 | BW   |

### Siegenhofen
| Lage                  | Objekt                                  | Beschreibung | Akten-Nr.     | Bild           |
| --------------------- | --------------------------------------- | --- | ------------- | -------------- |
| Kirchweg 5 (Standort) | Katholische Wallfahrtskirche Maria Hilf | Saalbau, verputzter Massivbau mit Walmdach, eingezogenem, dreiseitig geschlossenem Chor und östlich angebauter Sakristei, unter Einbeziehung von romanischen Mauerteilen und dem spätgotischen Turm mit Spitzhelm im Jahr 1723 errichtet; mit Ausstattung; Kirchhofmauer mit angebauten Gaden. | D-3-71-146-16 | weitere Bilder |

### Taubenbach
| Lage                                                 | Objekt   | Beschreibung | Akten-Nr.     | Bild     |
| ---------------------------------------------------- | -------- | --- | ------------- | -------- |
| Taubenbach 1; in Taubenbach; Taubenbach 2 (Standort) | Forsthof | Dienst- und Wohngebäude, zweigeschossiger Massivbau mit Walmdach und einfacher Putzgliederung, bezeichnet mit „1804“, aufgestockt 1852; ehemaliges Waldaufseherhaus, bis 1868 Bauernhaus, eingeschossiger, verputzter Massivbau mit Satteldach, im Kern frühes 19. Jahrhundert, nach Brand 1863/64 wiederaufgebaut; Stallstadel, eingeschossiger Bruchsteinbau mit Satteldach, holzverschalten Giebeln und giebelseitiger Holzlege, 1804; ehemaliges Wasch- und Backhaus, kleiner, eingeschossiger und verputzter Massivbau mit Walmdach, 1852. | D-3-71-146-24 | Forsthof |

### Vilshofen
| Lage                                      | Objekt                                                  | Beschreibung | Akten-Nr.     | Bild           |
| ----------------------------------------- | ------------------------------------------------------- | --- | ------------- | -------------- |
| Kesselberg; Pfarrberg (Standort)          | Kreuzweg                                                | Dreizehn gemauerte Stationen mit Satteldächern und Gusseisentafeln, 1884 erneuert; mit Lindenallee, 19. Jahrhundert; am Weg zum Pfarrberg. | D-3-71-146-21 | Kreuzweg       |
| Pfarrberg 2 (Standort)                    | Katholische Pfarrkirche St. Michael                     | Saalkirche, verputzter Massivbau mit Satteldach und eingezogenem, dreiseitig geschlossenem Chor, 1781 unter Einbeziehung wohl romanischer Mauerteile errichtet, Turm mit Spitzhelm 19. Jahrhundert, an der Südfassade Sandsteinepitaph von 1563 (siehe: Epitaph der Katharina Altmann), Kriegerdenkmal für die Gefallenen beider Weltkriege, Kruzifix über Inschriftentafeln, sowie schmiedeeisernes Kreuz; mit Ausstattung. | D-3-71-146-18 | weitere Bilder |
| Pfarrberg 3 (Standort)                    | Katholische Allerseelen-Bruderschaftskapelle            | Verputzter Massivbau mit Satteldach, Zwiebeldachreiter und dreibahnigem Spitzbogenfenster, über um 1300 errichtetem ehemaligen Karner erbaut, 1495, westliche Erweiterung um Vorhalle 1667; mit Ausstattung. | D-3-71-146-20 | weitere Bilder |
| Pfarrberg 4 (Standort)                    | Wieskapelle zum Gegeißelten Heiland                     | Verputzter Massivbau mit Satteldach, eingezogenem, dreiseitig geschlossenem Chor, Portal mit Ädikula-Rahmung und Zwiebeldachreiter mit Laterne, 1751; mit Ausstattung. | D-3-71-146-19 | weitere Bilder |
| Von Siegenhofen nach Vilshofen (Standort) | Reststück eines Grenzsteins mit den Wappen Bayern/Pfalz | Sandstein, wohl 1507, an diese Stelle versetzt. | D-3-71-146-12 | BW             |

### Vilswörth
| Lage                   | Objekt               | Beschreibung | Akten-Nr.     | Bild           |
| ---------------------- | -------------------- | --- | ------------- | -------------- |
| Vilswörth 4 (Standort) | Ehemaliges Hammergut | Hammerschloss, zweigeschossiger Massivbau mit Walmdach, Eckrustika, Putzbänderung, geohrten Faschen und Sandsteinportal mit gesprengtem Giebel, um 1700, nach Brand 2002 Dachgeschoss, Teile des Obergeschosses und der Ausstattung erneuert; zugehörige Stallung, Satteldachbau, 18. Jahrhundert, Dachgeschoss erneuert. | D-3-71-146-22 | weitere Bilder |

## Ehemalige Baudenkmäler
In diesem Abschnitt sind Objekte aufgeführt, die früher einmal in der Denkmalliste eingetragen waren, jetzt aber nicht mehr. Objekte, die in anderem Zusammenhang also z. B. als Teil eines Baudenkmals weiter eingetragen sind, sollen hier nicht aufgeführt werden. Aktennummern in diesem Abschnitt sind ehemalige, jetzt nicht mehr gültige Aktennummern.

| Lage                                   | Objekt                   | Beschreibung                                                     | Akten-Nr.     | Bild                     |
| -------------------------------------- | ------------------------ | ---------------------------------------------------------------- | ------------- | ------------------------ |
| Rieden Blumenthalstraße 2 (Standort)   | Wohnstallhaus            | Erste Hälfte 19. Jahrhundert, Satteldachbau.                     | D-3-71-146-2  | Wohnstallhaus            |
| Rieden Vilshofener Straße 2 (Standort) | Wappenrelief             | Aus Sandstein mit Kurfürstenkrone, erste Hälfte 18. Jahrhundert. | D-3-71-146-8  | Wappenrelief             |
| Kreuth Kreuth 1 (Standort)             | Ehemaliges Landsassengut | Walmdachbau, im Kern 16./17. Jahrhundert.                        | D-3-71-146-15 | Ehemaliges Landsassengut |

## Abgegangene Baudenkmäler
In diesem Abschnitt sind Objekte aufgeführt, die früher einmal in der Denkmalliste eingetragen waren, jetzt aber nicht mehr existieren, z. B. weil sie abgebrochen wurden. Aktennummern in diesem Abschnitt sind ehemalige, jetzt nicht mehr gültige Aktennummern.

| Lage                                   | Objekt       | Beschreibung                                        | Akten-Nr.     | Bild |
| -------------------------------------- | ------------ | --------------------------------------------------- | ------------- | ---- |
| Vilshofen Amberger Straße 8 (Standort) | Wohnstallbau | Zweite Hälfte 18. Jahrhundert, mit Krüppelwalmdach. | D-3-71-146-17 | BW   |